# Lista de personagens de Riverdale

Elenco principal da primeira temporada de Riverdale

A seguir se apresenta a lista de personagens de Riverdale, uma série de televisão americana de drama adolescente baseada nos personagens da Archie Comics. A série foi adaptada para a The CW pelo chefe criativo da Archie Comics, Roberto Aguirre-Sacasa.
A série apresenta um elenco principal baseado nos personagens de Archie Comics, com KJ Apa no papel de Archibald "Archie" Andrews; Lili Reinhart como Elizabeth "Betty" Cooper, Camila Mendes como Veronica Lodge e Cole Sprouse como Forsythe "Jughead" Jones III. O elenco também conta com Madelaine Petsch como Cheryl Blossom, Ashleigh Murray como Josephine "Josie" McCoy, Casey Cott como Kevin Keller, Ross Butler e Charles Melton como Reginald "Reggie" Mantle e Vanessa Morgan como Antoinette "Toni" Topaz. Outros personagens da série incluem os pais dos personagens principais: Luke Perry como Frederick "Fred" Andrews, Mädchen Amick como Alice Cooper, Marisol Nichols e Mark Consuelos como Hermione e Hiram Lodge, respectivamente, e Skeet Ulrich como Forsythe "F.P." Jones II.

## Elenco e personagens
| Ator                        | Personagem                                 | Temporadas      | Temporadas      | Temporadas      | Temporadas      | Temporadas      | Temporadas      | Temporadas   |
| Ator                        | Personagem                                 | 1               | 2               | 3               | 4               | 5               | 6               | 7            |
| Principal                   | Principal                                  | Principal       | Principal       | Principal       | Principal       | Principal       | Principal       | Principal    |
| --------------------------- | ------------------------------------------ | --------------- | --------------- | --------------- | --------------- | --------------- | --------------- | ------------ |
| KJ Apa                      | Archibald "Archie" Andrews                 | Principal       | Principal       | Principal       | Principal       | Principal       | Principal       | Principal    |
| Lili Reinhart               | Elizabeth "Betty" Cooper                   | Principal       | Principal       | Principal       | Principal       | Principal       | Principal       | Principal    |
| Camila Mendes               | Veronica Lodge                             | Principal       | Principal       | Principal       | Principal       | Principal       | Principal       | Principal    |
| Cole Sprouse                | Forsythe Pendleton "Jughead" Jones III     | Principal       | Principal       | Principal       | Principal       | Principal       | Principal       | Principal    |
| Marisol Nichols             | Hermione Lodge                             | Principal       | Principal       | Principal       | Principal       | Recorrente      | Participação    | Participação |
| Madelaine Petsch            | Cheryl Blossom                             | Principal       | Principal       | Principal       | Principal       | Principal       | Principal       | Principal    |
| Ashleigh Murray             | Josephine "Josie" McCoy                    | Principal       | Principal       | Principal       | Participação    | Participação    |                 | Participação |
| Mädchen Amick               | Alice Cooper                               | Principal       | Principal       | Principal       | Principal       | Principal       | Principal       | Principal    |
| Luke Perry                  | Frederick "Fred" Andrews                   | Principal       | Principal       | Principal       |                 | Participação    |                 |              |
| Mark Consuelos              | Hiram Lodge                                |                 | Principal       | Principal       | Principal       | Principal       | Participação    | Participação |
| Casey Cott                  | Kevin Keller                               | Recorrente      | Principal       | Principal       | Principal       | Principal       | Principal       | Principal    |
| Skeet Ulrich                | Forsythe Pendleton "F.P." Jones II         | Recorrente      | Principal       | Principal       | Principal       | Participação    |                 |              |
| Ross Butler                 | Reginald "Reggie" Mantle                   | Recorrente      |                 |                 |                 |                 |                 |              |
| Charles Melton              | Reginald "Reggie" Mantle                   |                 | Recorrente      | Principal       | Principal       | Principal       | Principal       | Principal    |
| Vanessa Morgan              | Antoinette "Toni" Topaz                    |                 | Recorrente      | Principal       | Principal       | Principal       | Principal       | Principal    |
| Drew Ray Tanner             | Fangs Fogarty                              |                 | Recorrente      | Recorrente      | Recorrente      | Principal       | Principal       | Principal    |
| Erinn Westbrook             | Tabitha Tate                               | Does not appear | Does not appear | Does not appear | Does not appear | Principal       | Principal       | Recorrente   |
| Recorrente                  |                                            |                 |                 |                 |                 |                 |                 |              |
| Martin Cummins              | Tom Keller                                 | Recorrente      | Recorrente      | Recorrente      | Recorrente      | Recorrente      | Recorrente      |              |
| Robin Givens                | Sierra McCoy                               | Recorrente      | Recorrente      | Recorrente      | Participação    | Participação    |                 |              |
| Peter James Bryant          | Waldo Weatherbee                           | Recorrente      | Recorrente      | Recorrente      | Participação    | Recorrente      |                 |              |
| Shannon Purser              | Ethel Muggs                                | Recorrente      | Recorrente      | Recorrente      | Participação    | Does not appear | Does not appear |              |
| Lochlyn Munro               | Harold “Hal” Cooper                        | Recorrente      | Recorrente      | Recorrente      | Participação    | Does not appear | Does not appear |              |
| Nathalie Boltt              | Penelope Blossom                           | Recorrente      | Recorrente      | Recorrente      | Recorrente      | Recorrente      |                 |              |
| Cody Kearsley               | Marmaduke "Moose" Mason                    | Recorrente      | Recorrente      | Recorrente      | Recorrente      | Participação    |                 |              |
| Alvin Sanders               | Pop Tate                                   | Recorrente      | Recorrente      | Recorrente      | Recorrente      | Participação    | Participação    |              |
| Molly Ringwald              | Mary Andrews                               | Recorrente      | Recorrente      | Recorrente      | Recorrente      | Recorrente      |                 |              |
| Tiera Skovbye               | Polly Cooper                               | Recorrente      | Recorrente      | Recorrente      | Participação    | Recorrente      |                 |              |
| Major Curda                 | Dilton Doiley                              | Recorrente      | Recorrente      | Participação    |                 |                 |                 |              |
| Jordan Calloway             | Chuck Clayton                              | Recorrente      | Recorrente      |                 |                 |                 |                 |              |
| Asha Bromfield              | Melody Valentine                           | Recorrente      | Recorrente      |                 |                 | Participação    |                 |              |
| Hayley Law                  | Valerie Brown                              | Recorrente      | Recorrente      |                 |                 | Participação    |                 |              |
| Rob Raco                    | Joaquin DeSantos                           | Recorrente      | Participação    | Recorrente      |                 |                 |                 |              |
| Trevor Stines               | Jason Blossom                              | Recorrente      | Participação    | Participação    | Recorrente      | Does not appear | Does not appear |              |
| Tom McBeath                 | Smithers                                   | Recorrente      | Participação    | Participação    | Participação    | Participação    |                 |              |
| Colin Lawrence              | Floyd Clayton                              | Recorrente      | Participação    |                 | Participação    |                 |                 |              |
| Sarah Habel                 | Geraldine Grundy                           | Recorrente      | Participação    |                 |                 |                 |                 |              |
| Barclay Hope                | Clifford Cochrane Blossom                  | Recorrente      | Participação    |                 | Participação    |                 |                 |              |
| Barclay Hope                | Claudius Blossom                           |                 | Recorrente      | Participação    | Participação    | Does not appear | Does not appear |              |
| Olivia Ryan Stern           | Tina Patel                                 | Recorrente      |                 |                 |                 |                 |                 |              |
| Caitlin Mitchell-Markovitch | Ginger Lopez                               | Recorrente      |                 |                 |                 |                 |                 |              |
| Barbara Wallace             | Roseanne "Rose" Blossom                    | Participação    | Recorrente      | Recorrente      | Recorrente      | Recorrente      | Participação    |              |
| Scott McNeil                | Gerald "Tall Boy" Petite                   | Participação    | Recorrente      | Participação    |                 |                 |                 |              |
| Moses Thiessen              | Ben Button                                 | Participação    | Recorrente      | Participação    | Participação    |                 |                 |              |
| Jordan Connor               | Sweet Pea                                  |                 | Recorrente      | Recorrente      | Participação    | Recorrente      |                 |              |
| Brit Morgan                 | Penny Peabody                              |                 | Recorrente      | Recorrente      |                 |                 |                 |              |
| Beverley Breuer             | Irmã Agatha Woodhouse                      |                 | Recorrente      | Recorrente      |                 |                 |                 |              |
| Henderson Wade              | Michael Minetta                            |                 | Recorrente      | Recorrente      |                 |                 |                 |              |
| Emilija Baranac             | Midge Klump                                |                 | Recorrente      | Participação    | Participação    |                 |                 |              |
| Hart Denton                 | Chic                                       |                 | Recorrente      | Participação    | Participação    | Participação    |                 |              |
| Tommy Martinez              | Malachai                                   |                 | Recorrente      | Participação    |                 |                 |                 |              |
| Graham Phillips             | Nick St. Clair                             |                 | Recorrente      |                 | Participação    |                 | Participação    |              |
| Stephan Miers               | Andre                                      |                 | Recorrente      |                 |                 |                 |                 |              |
| Cameron McDonald            | Joseph Svenson                             |                 | Recorrente      |                 |                 |                 |                 |              |
| John Behlmann               | Arthur Adams                               |                 | Recorrente      |                 |                 |                 |                 |              |
| Julian Haig                 | Elio Grande                                |                 | Participação    | Recorrente      |                 |                 |                 |              |
| Eli Goree                   | Munroe Moore “Mad Dog”                     |                 |                 | Recorrente      | Recorrente      |                 |                 |              |
| Trinity Likins              | Forsythia Jellybean "J.B." Pendleton Jones |                 |                 | Recorrente      | Recorrente      | Participação    |                 |              |
| Zoé De Grand Maison         | Evelyn Evernever                           |                 |                 | Recorrente      | Participação    |                 |                 |              |
| Chad Michael Murray         | Edgar Evernever                            |                 |                 | Recorrente      | Participação    |                 |                 |              |
| Nikolai Witschl             | Dr. Curdle Jr.                             |                 |                 | Recorrente      | Participação    | Participação    | Participação    |              |
| Bernadette Beck             | Peaches 'N Cream                           |                 |                 | Recorrente      | Participação    | Participação    |                 |              |
| Gina Gershon                | Gladys Jones                               |                 |                 | Recorrente      |                 |                 |                 |              |
| Nico Bustamante             | Ricardo "Ricky" DeSantos                   |                 |                 | Recorrente      |                 |                 |                 |              |
| Wyatt Nash                  | Charles Smith                              |                 |                 | Participação    | Recorrente      | Participação    |                 |              |
| Sean Depner                 | Bret Weston Wallis                         |                 |                 |                 | Recorrente      | Participação    |                 |              |
| Sarah Desjardins            | Donna Sweett                               |                 |                 |                 | Recorrente      | Participação    |                 |              |
| Kerr Smith                  | Holden Honey                               |                 |                 |                 | Recorrente      |                 |                 |              |
| Mishel Prada                | Hermosa Lodge                              |                 |                 |                 | Recorrente      | Participação    |                 |              |
| Doralynn Mui                | Joan Berkeley                              |                 |                 |                 | Recorrente      |                 |                 |              |
| Alex Barima                 | Jonathan                                   |                 |                 |                 | Recorrente      |                 |                 |              |
| Malcolm Stewart             | Francis DuPont                             |                 |                 |                 | Recorrente      |                 |                 |              |
| Sam Witwer                  | Rupert Chipping                            |                 |                 |                 | Recorrente      |                 |                 |              |
| Chris Mason                 | Chadwick "Chad" Gekko                      | Does not appear | Does not appear | Does not appear | Does not appear | Recorrente      |                 |              |
| Sommer Carbuccia            | Eric Jackson                               | Does not appear | Does not appear | Does not appear | Does not appear | Recorrente      |                 |              |
| Greyston Holt               | Glen Scot                                  | Does not appear | Does not appear | Does not appear | Does not appear | Recorrente      | Participação    |              |
| Adeline Rudolph             | Minerva Marble                             | Does not appear | Does not appear | Does not appear | Does not appear | Recorrente      |                 |              |
| Phoebe Miu                  | Jessica                                    | Does not appear | Does not appear | Does not appear | Does not appear | Recorrente      |                 |              |

## Aparições
| Ator             | Personagem     | Temporadas | Temporadas | Temporadas | Temporadas | Temporadas | Temporadas | Temporadas | Total |
| Ator             | Personagem     | 1          | 2          | 3          | 4          | 5          | 6          | 7          | Total |
| ---------------- | -------------- | ---------- | ---------- | ---------- | ---------- | ---------- | ---------- | ---------- | ----- |
| Lili Reinhart    | Betty Cooper   | 13         | 22         | 22         | 19         | 19         | 22         | 20         | 137   |
| Camila Mendes    | Veronica Lodge | 13         | 22         | 22         | 19         | 18         | 22         | 20         | 136   |
| Cole Sprouse     | Jughead Jones  | 13         | 22         | 22         | 19         | 18         | 22         | 20         | 136   |
| KJ Apa           | Archie Andrews | 13         | 22         | 22         | 19         | 19         | 19         | 20         | 134   |
| Madelaine Petsch | Cheryl Blossom | 12         | 21         | 20         | 18         | 19         | 21         | 20         | 131   |
| Mädchen Amick    | Alice Cooper   | 12         | 20         | 19         | 16         | 16         | 21         | 13         | 117   |
| Marisol Nichols  | Hermione Lodge | 13         | 20         | 15         | 11         | 5          | 1          | 2          | 67    |
| Luke Perry       | Fred Andrews   | 13         | 20         | 13         |            | 1          |            |            | 47    |
| Ashleigh Murray  | Josie McCoy    | 7          | 17         | 14         | 1          | 1          |            | 1          | 41    |
| Casey Cott       | Kevin Keller   | 13         | 21         | 20         | 19         | 17         | 19         | 18         | 127   |
| Mark Consuelos   | Hiram Lodge    |            | 21         | 19         | 17         | 16         | 1          | 1          | 75    |
| Skeet Ulrich     | F.P. Jones     | 7          | 17         | 20         | 17         | 3          |            |            | 64    |
| Vanessa Morgan   | Toni Topaz     |            | 17         | 17         | 17         | 12         | 19         | 16         | 98    |
| Ross Butler      | Reggie Mantle  | 6          |            |            |            |            | 1          |            | 7     |
| Charles Melton   | Reggie Mantle  |            | 15         | 16         | 13         | 16         | 19         | 12         | 91    |
| Drew Ray Tanner  | Fangs Fogarty  |            | 12         | 17         | 8          | 15         | 20         | 17         | 89    |
| Erinn Westbrook  | Tabitha Tate   |            |            |            |            | 15         | 20         | 4          | 39    |

## Personagens principais

### Archie Andrews
Archibald "Archie" Andrews (interpretado por KJ Apa) é o filho de Fred e Mary Andrews e o namorado de Veronica Lodge.
Archie é um estudante da Riverdale High School, um músico iniciante e jogador de futebol americano dos Riverdale Bulldogs. Seu número de equipe era o número nove, dado a ele pelo treinador Clayton. Esse número era originalmente da camisa de Jason Blossom, e assim Archie resolveu retirar a camisa em homenagem a Jason e pegou o número dezessete em seu lugar. Archie costumava ser o capitão do time de futebol, mas decidiu adiar seu status de capitão para Reggie Mantle depois que ele sentiu mais afinidade com sua música. Archie tem sido o melhor amigo de Jughead Jones e Betty Cooper desde a infância. Betty desenvolve sentimentos por Archie, no que ela acaba revelando a ele. No entanto, ele não retribui seus sentimentos e decide ficar apenas amigos de Betty, o que causa uma pequena tensão temporária em seu relacionamento. Em vez disso, ele é atraído pela nova garota rica chamada Veronica, que acabara de se mudar de Nova York para Riverdale, após a prisão de seu rico pai bilionário Hiram Lodge depois que ele cometeu fraude e desfalque.

### Betty Cooper
Elizabeth "Betty" Cooper (interpretada por Lili Reinhart) é filha de Hal e Alice Cooper, irmã de Polly Cooper e irmã de Charles Smith, namorada de Jughead Jones e tia de bebês gêmeos de Jason e Polly.
Betty é aluna da Riverdale High School e amiga de Archie Andrews, Jughead Jones, Kevin Keller e a nova garota Veronica Lodge. Ela também é uma River Vixen na Riverdale High, bem como editora do jornal da escola, The Blue and Gold. A vida em família de Betty era muito tensa, já que sua mãe era extremamente controladora, o que levou sua irmã a ter um colapso mental e ser enviada para morar em uma casa de comunidade. Embora seus pais alegassem que isso era causado pelo relacionamento desastroso de Polly com Jason Blossom, Betty sabia melhor. Como a única filha restante na casa de Cooper, ela foi colocada sob imensa pressão por sua mãe para ser perfeita em todos os sentidos.

### Veronica Lodge
Veronica Cecilia Lodge (interpretada por Camila Mendes) é filha de Hiram e Hermione Lodge, e namorada de Archie Andrews.
Veronica é aluna da Riverdale High School. Além disso, ela é a líder da banda Veronica and the Pussycats e membro das River Vixens. Ela se mudou de Nova York para a cidade natal de sua mãe, Riverdale, devido à prisão do pai e subsequente encarceramento. Ela se esforça para encontrar a verdade por trás das lealdades e intenções de seu pai, já que ela teme o que acontecerá quando ele for libertada da prisão e voltar para casa com eles. Enquanto isso, ela também está tentando se transformar em uma pessoa melhor.

### Jughead Jones
Forsythe Pendleton "Jughead" Jones III (interpretado por Cole Sprouse) é o filho de F.P. e Gladys Jones, irmão de Jellybean Jones e o namorado de Betty Cooper.
Jughead estava no segundo ano da escola Riverdale High School, mas após a prisão de seu pai F.P. Jones, o líder das Southside Serpents, ele foi colocado em um orfanato e, como resultado, teve que se transferir para Southside High. Enquanto frequentava a escola e o colégio infestado de drogas, ele reabriu o jornal da escola, The Red and Black, onde ele foi editor, juntamente com uma nova recruta, Toni Topaz, a fotógrafa do jornal, com Robert Phillips, seu conselheiro até sua prisão. No entanto, com o fechamento de Southside High, Jughead retornou à Riverdale High. Ele é um amigo próximo de Archie Andrews e Betty Cooper, com quem ele está em um relacionamento. Ele também é membro das Serpentes de Southside, ao qual ele se juntou recentemente após a prisão de seu pai, apesar de ter sido advertido contra ele, pelo qual ele ainda não foi repreendido.

### Hermione Lodge
Hermione Apollonia Lodge (interpretada por Marisol Nichols) é a esposa de Hiram Lodge e mãe de Veronica Lodge.
Hermione cresceu em Riverdale e, durante esse tempo, ela iria se encontrar com Fred Andrews. Ao longo de seus anos de ensino médio, Hermione trabalhou em empresas locais, como a Bijou e a Spiffany's. Durante sua juventude, alguns teriam descrito Hermione como uma garota malvada. Ela até acredita que seu infortúnio atual foi o karma, finalmente, alcançando-a. Depois que ela terminou com Fred, ela se casou com Hiram Lodge e os dois se mudaram para Nova York. Juntos eles tiveram uma filha, Veronica. Depois que Hiram foi preso por fraude e peculato, Hermione e Veronica deixaram a cidade de Nova York e voltaram para Riverdale. Depois do escândalo, a única propriedade remanescente que não foi confiscada porque estava em nome de Hermione foi o luxuoso prédio de apartamentos, o Pembrooke, onde mora com o marido e a filha.

### Cheryl Blossom
Cheryl Marjorie Blossom (interpretada por Madelaine Petsch) é filha de Clifford e Penelope Blossom, irmã gêmea de Jason Blossom, e tia dos bebês gêmeos de Jason e Polly. Ela acaba se tornando a namorada de Toni Topaz.
Cheryl é aluna da Riverdale High School, chefe de torcida das River Vixens e proclamada Queen Bee na Riverdale High School. O relacionamento de Cheryl com sua família parecia ser bastante tenso desde a morte de Jason. Sua mãe a culpou por ajudar Jason em sua tentativa de fugir de Riverdale, que essencialmente é o que levou à sua morte. Desde mais nova, Cheryl tinha suas atitudes declaradas como sem conduta e depravada por sua relação com Heather. O pai de Cheryl pensa nela como um desastre em comparação com Jason, que era considerado o "Garoto de Ouro". Cheryl acaba desenvolvendo sentimentos românticos por Toni Topaz, quem lhe deu amor e mostrou a Cheryl o que realmente é a felicidade.

### Toni Topaz
Antoniette "Toni" Topaz (interpretada por Vanessa Morgan) é uma membro bissexual dos South side Serpents, que faz amizade com Jughead na segunda temporada. Ela está em um relacionamento com Cheryl. Relação essa que é explorada ao final da segunda temporada e ao longo da terceira, aonde é mais desenvolvido e ainda mais oficializado.  Vanessa Morgan foi promovida para o elenco principal no inicio da terceira temporada.

### Josie McCoy
Josephine "Josie" McCoy (interpretada por Ashleigh Murray) é filha de Myles e Sierra McCoy.
Josie é aluna da Riverdale High School e foi a vocalista e guitarrista de sua banda, Josie and the Pussycats. Depois que ela secretamente tomou a decisão de seguir carreira solo, Valerie Brown e Melody Valentine se separaram do grupo. Seu pai, que era um homem de música, deu a ela o nome Josephine, em homenagem à falecida cantora Josephine Baker. Por causa disso, ela muitas vezes se esforça para obter sua aprovação enquanto tenta impressioná-lo. Ao contrário de seu pai, a mãe de Josie, Sierra, é muito mais encorajadora em seus talentos, especialmente quando se trata de sua banda e música. Ambos reforçam a "excelência negra", especialmente quando se trata da escolha dos membros da banda.

### Alice Cooper
Alice Cooper (interpretada por Mädchen Amick) é a mulher de Hal Cooper, mãe de Charles Smith, Betty e Polly Cooper, a avó de Jason e os bebês gêmeos de Polly e o editor e co-proprietário do jornal local The Riverdale Register.
Alice cresceu no lado sul de Riverdale e frequentou a escola secundária local com Mary Andrews. Ela começou a namorar Hal Cooper e eles mais tarde se casaram e tiveram duas filhas, Betty e Polly. Durante o ensino médio, ela engravidou e Hal a empurrou para fazer um aborto, pois ele não achava que ela estava pronta para ser mãe. Ela recusou um aborto e, em vez disso, deu o bebê para adoção assim que ele nasceu. Alice era a editora e co-proprietária do jornal local. Um dos segredos mais bem guardados de Alice é que ela é ex-membro das Serpentes Southside. Depois de sua prisão, ela cortou todos os vínculos com a gangue e apagou, ou pelo menos pensou ter apagado todos os artigos de sua prisão dos arquivos do sistema.

### Fred Andrews
Frederick "Fred" Andrews (interpretado por Luke Perry) é o ex-marido de Mary Andrews, pai de Archie Andrews e proprietário da Andrews Construction.
Fred foi criado em Riverdale e, como seu filho, frequentou a escola local, onde era amigo íntimo de F.P. Jones, e brevemente namorou Hermione Lodge, até que ela escolheu o garoto rico, Hiram Lodge sobre ele. Durante esses anos do ensino médio, Fred e F.P. passou um verão inteiro consertando um velho ônibus DW, que mais tarde chamaram de "The Shaggin 'Wagon". Depois disso, ele e F.P. formaram uma banda no último ano, que eles chamaram de "The Fred Heads". Aparentemente, isso atraiu a atenção de muitas senhoras para Fred. Mais tarde, ele se casou com Mary Andrews e ela daria à luz seu primeiro e único filho, Archie Andrews. No entanto, isso não durou. Ele e Mary se separaram, o que não foi amigável, já que os dois tinham problemas em estar juntos na mesma sala sem um mediador presente e Mary se mudou para Chicago.

### Hiram Lodge
Hiram Lodge (interpretado por Mark Consuelos) é o marido de Hermione Lodge, pai de Veronica Lodge e CEO/Presidente da Lodge Industries.
Hiram cresceu em Riverdale, onde ele era conhecido como o garoto rico. Durante esse tempo, ele namorou Hermione, que terminou com Fred Andrews para ficar com ele. Junto com a construção de um relacionamento com Hermione, ele forjou uma rivalidade com Clifford Blossom. Mais tarde foi revelado que, enquanto frequentava Riverdale High School, Hiram foi o campeão estadual de wrestling, ganhando um troféu para sua grande conquista. Depois de se formar, ele e Hermione se mudaram para Nova York, e algum tempo depois se casaram e tiveram uma filha, Veronica, e todos viveram juntos em Nova York vivendo um estilo de vida luxuoso. No entanto, sua vida extravagante e vida luxuosa não duraram para sempre quando Hiram foi preso por fraude e peculato. Apesar de sua prisão, Hiram ainda administrava seus negócios e o império criminoso de trás das grades. Ele foi libertado da prisão e agora passou a residir no Pembrooke em Riverdale com sua esposa e filha. Desde a sua libertação, ele comprou secretamente a Chock'lit Shoppe de Pop, contratando Pop Tate como gerente em troca de seu silêncio. Hiram também é parceiro de negócios de Fred Andrews, trabalhando juntos no projeto SoDale, um arranjo que foi criado por Hermione, em um esforço para legitimar as Indústrias Lodge.
Consuelos se juntou à série na segunda temporada.

### Kevin Keller
Kevin Keller (interpretado por Casey Cott) é o filho de Tom e Sra. Keller.
Kevin é um estudante de segundo ano na Riverdale High School e o melhor amigo de Betty Cooper. Junto com isso, ele se tornou o G.B.F. (melhor amigo gay) da Veronica Lodge. Kevin também luta contra sua sexualidade, já que ele não tem as mesmas opções que seus amigos. Por causa disso, muitas vezes faz Kevin agir de forma imprudente às vezes. Ele namorou Joaquin, assim como teve alguma interação com Moose Mason, mas Joaquin deixou Riverdale, forçando seu rompimento e Moose não está disposto a ficar "fora" como Kevin, forçando-o a recorrer a outros meios para sentir alguma coisa. Mas ultimamente, Kevin revelou fortes sentimentos em relação a Moose, que foram rejeitados ou não foram notados.
No final da segunda temporada, depois que Moose está chateado com a morte de Midge, ele e Moose se beijam.
Cott foi promovido a série regular para a segunda temporada.

### F.P. Jones
Forsythe Pendleton "F.P." Jones II (interpretado por Skeet Ulrich) é o ex-marido de Gladys Jones, pai de Jughead e Jellybean Jones e Charles Smith (filho que teve com Alice Cooper no passado )e o líder das Southside Serpents.
F.P. cresceu em Riverdale e frequentou Riverdale High School com seu melhor amigo Fred Andrews, Mary Andrews, Penelope Blossom, Alice Cooper, Hal Cooper e Hermione Lodge. Aos dezesseis anos, o pai de FP o colocou fora de casa e "disse a ele ir para o inferno". Em vez disso, ele se juntou às Serpentes de Southside, que o aceitaram como um dos seus. Logo depois, ele se alistou no exército. Depois de servir seu país, o F.P. voltou para Riverdale, de onde ele parou com as Serpentes. F.P. e Fred Andrews mais tarde fundou uma construtora juntos, mas mal conseguiu o suficiente para continuar no negócio. Naquela época, o F.P. tinha se casado e se tornado pai de duas crianças pequenas, que ele e sua esposa costumavam levar para o filme Twilight Drive-In, no entanto, muitas vezes não podiam comprar ingressos para todos, então as crianças se escondiam no porta-malas até estacionarem. Enquanto Fred tinha sua esposa e filho, Archie, para sustentar, F.P. teve sua família, com muitas contas hospitalares. Devido a isso, F.P. envolveu-se em uma série de atividades criminosas que muitas vezes terminavam com ele sendo preso e Fred tendo que socorrê-lo. Eventualmente, ele se tornou muito grande de uma responsabilidade para sua empresa e foi forçado por Fred a renunciar.
Depois de perder o emprego, F.P. começou a beber muito, o que levou a família Jones a desmoronar. A esposa de F.P. o deixou e levou a filha para Toledo para morar com os avós das crianças, e Jughead começou a morar fora da cabine de projeção do drive-in onde encontrou um emprego. F.P. acabou morando sozinho no Sunnyside Trailer Park, onde continuou bebendo. Em um ponto desconhecido, o F.P. tornou-se o líder das Southside Serpents, uma perigosa gangue de bandidos e criminosos.
Ulrich foi promovido a série regular para a segunda temporada.

### Reggie Mantle
Reginald "Reggie" Mantle (interpretado por Ross Butler (1ª temporada) e Charles Melton (2ª temporada–presente)) é amigo e rival de longa data de Archie, um jogador de futebol em Riverdale High e brincalhão da cidade. Butler deixou a série após a primeira temporada devido aos seus compromissos como membro do elenco principal da série 13 Reasons Why; Melton foi escalado para assumir o papel de Reggie na segunda temporada como um personagem recorrente e foi promovido para o elenco principal na terceira temporada.

## Personagens recorrentes

### Introduzidos na primeira temporada
- Martin Cummins como Tom Keller: O xerife de polícia da cidade e pai de Kevin e futuro marido da prefeita McCoy[19]
- Robin Givens como Sierra McCoy: A prefeita de Riverdale e mãe de Josie McCoy e futura mulher do xerife Keller.[20]
- Nathalie Boltt como Penelope Blossom: A mãe de Cheryl e mulher do falecido Clifford Blossom. Teve seu segundo filho, Jason, assassinado. Ela é uma das vilãs principais da série.
- Lochlyn Munro como Halrold “Hal” Cooper: O pai de Polly e Betty e marido de Alice Cooper.[21]
- Colin Lawrence como Floyd Clayton: O pai de Chuck e treinador do time de futebol americano Riverdale Bulldogs.
- Peter James Bryant como Waldo Weatherbee: O diretor de Riverdale High School.
- Sarah Habel como Geraldine Grundy: A jovem professora de música de Riverdale High School, que teve um relacionamento sexual com Archie durante o verão. É revelado no quarto episódio da primeira temporada que Grundy se mudou para Riverdale depois de mudar seu nome de Jennifer Gibson após seu divórcio, para escapar de um relacionamento abusivo. Desde então, Grundy se mudou de Riverdale para evitar ser pega pela polícia por causa de seu relacionamento com Archie.
- Jordan Calloway como Chuck Clayton: Um atleta de futebol americano de Riverdale High School.
- Rob Raco como Joaquin DeSantos: O membro mais jovem das Southside Serpents, que se vê preso entre um relacionamento amoroso com Kevin e o mistério do assassinato de Jason.[22]
- Asha Bromfield como Melody Valentine: A baterista da popular banda Josie and the Pussycats.
- Cody Kearsley como Marmaduke "Moose" Mason: O amigo atleta bi curioso de Archie, que faz propostas sexuais para Kevin.
- Hayley Law como Valerie Brown: A compositora, baixista e vocalista de apoio da popular banda Josie and the Pussycats e ex-namorada de Archie.
- Shannon Purser como Ethel Muggs: Uma vítima de vergonha causada por Chuck Clayton, que também enfrenta problemas com a condição de seu pai por causa de Hiram Lodge.[23]
- Trevor Stines como Jason Blossom: O irmão gêmeo de Cheryl, cujo assassinato paira sobre a cidade de Riverdale.
- Olivia Ryan Stern como Tina Patel: A irmãzinha super inteligente do personagem da Archie Comics, Raj Patel, e uma das melhores amigas de Cheryl.
- Caitlin Mitchell-Markovitch como Ginger Lopez: Uma das melhores amigas de Cheryl.
- Major Curda como Dilton Doiley: O líder da tropa da cidade de Rangers Scouts. Daniel Yang interpretou Dilton no episódio piloto.
- Tiera Skovbye como Polly Cooper: A irmã mais velha de Betty e filha de Alice e Hal Cooper. Ela engravida de Jason Blossom.[24]
- Barclay Hope como Clifford Blossom: O pai de Cheryl e Jason e marido de Penélope Blossom
- Barbara Wallace como Roseanne "Rose" Blossom: A avó de Cheryl e Jason.
- Alvin Sanders como Pop Tate: O dono do restaurante local, Pop's Chock'lit Shoppe.[25]
- Tom McBeath como Smithers: O mordomo da família Lodge.[26]
- Adain Bradley como Trev Brown: O irmão mais novo de Valerie.
- Molly Ringwald como Mary Andrews: A mãe de Archie, que deixou Archie e Fred e foi para Chicago.[27]
- Scott McNeil como Tall Boy: O braço direito do F.P., que mais tarde se torna o líder das Southside Serpents.

### Introduzidos na segunda temporada
- Emilija Baranac como Midge Klump: A ex-namorada de Moose e membro da equipe de líderes de torcida de Riverdale High School.
- Brit Morgan como Penny Peabody: Uma mulher perigosa e ligada ao passado de F.P, ela é ex-membro das Southside Serpents e chantageia Jughead.
- Stephan Miers como Andre: O capanga e assistente pessoal da família Logde.
- Jordan Connor como Sweet Pea: Um membro das Southside Serpents, que faz amizade com Jughead.
- Drew Ray Tanner como Fangs Fogarty: Um novo membro das Southside Serpents, que era um bom amigo de Joaquin, e faz amizade com Jughead.
- Graham Phillips como Nick St. Clair: Um bad boy desonesto e causador de problemas do passado de Veronica, que chega em Riverdale tentando reconquistá-la.
- Cameron McDonald como Joseph Svenson: O zelador da Riverdale High School e, particularmente, o único sobrevivente do massacre da família Conway há quarenta anos atrás pelas mãos do Ceifador de Riverdale.
- Tommy Martinez como Malachai: O líder da gangue rival das Southside Serpents, os Ghoulies.
- Hart Denton como Chic: Um menino que se diz ser o irmão perdido mais velho de Betty e Polly.[28]
- John Behlmann como Arthur Adams: O capanga de Hermione Lodge a quem ela encarregou de colocar pressão em Archie como um teste para sua lealdade.
- Barclay Hope como Claudius Blossom: O tio de Cheryl e Jason e irmão gêmeo distante de Clifford Blossom.[29]
- Henderson Wade como Michael Minetta: O novo xerife de polícia da cidade que assume o lugar de Keller.

### Introduzidos na terceira temporada
- Penelope Ann Miller como Sra. Wright: A promotora pública encarregada de cuidar do caso de assassinato de Archie.[30]
- William MacDonald como Diretor Norton: O diretor do Centro de Detenção Juvenil Leopold and Loeb.
- Link Baker como Capitão Golightly: Um capitão do Centro de Detenção Juvenil Leopold and Loeb.
- Eli Goree como Mad Dog: O detento favorito do Diretor Norton no Centro de Detenção Juvenil Leopold and Loeb até Archie chegar.
- Zoé De Grand Maison como Evelyn Evernever: A esposa de Edgar Evernever que se interessa por Betty.
- Gina Gershon como Gladys Jones: A esposa de F.P. e mãe de Jughead e J.B.[31]
- Trinity Likins como Forsythia Jellybean "J.B." Jones: A irmã mais nova de Jughead e filha de F.P. e Gladys.[31]

## Personagens convidados

### Introduzidos na primeira temporada
- Mackenzie Gray como Dr. Curdle: Um médico que ajuda Alice Cooper mostrando suas autópsias.
- Adain Bradley como Trev Brown: O irmão mais novo de Valerie.
- Raúl Castillo como Oscar Castillo: Um compositor de sucesso de Nova York.[32]

### Introduzidos na segunda temporada
- M.C. Gainey como Paul "Poppa Poutine" Boucher: Um dos parceiros de negócios de Hiram.
- Harrison MacDonald como Cassidy Bullock: Um homem que é morto por Andre; no entanto, mais tarde, Archie é culpado por Hiram Lodge como seu assassino.
- Azura Skye como Darla: Uma mulher que ameaça Alice e Betty para lhe dar dinheiro como uma forma de dívida de Chic.
- Julian Haig como Elio: Um homem rico que parece ter um interesse secreto em Veronica Lodge, e tende a ajudá-la.
- Andre Tricoteux como "Small Fry" Boucher: O filho de Paul "Poppa Poutine" Boucher que chega em Riverdale para se vingar da família Lodge pelo assassinato de seu pai.

### Introduzidos na terceira temporada
- Matthew Yang King como Marty Mantle: O pai de Reggie e ex-aluno da Riverdale High School.